# Parque nacional de la isla de Pantelaria
El Parque nacional de la isla de Pantelaria, instituido por decreto el 28 de julio de 2016, tiene una extensión de 65,6 km2. La isla de Pantelaria, de 83 km2, está cerca de Túnez, en el centro del canal de Sicilia, entre Sicilia y Túnez, constituye la comuna de Pantelaria y depende de la provincia de Trapani.
Pantelaria es la mayor isla satélite volcánica de Sicilia. La última erupción se dio en 1891, y aun se observan fenómenos relacionados, como aguas termales y fumarolas. La cima más alta, Monte Grande, alcanza los 806 m. Sus habitantes, unos 7760, hablan pantesco, un dialecto del siciliano con influencias árabes. 

## Geología

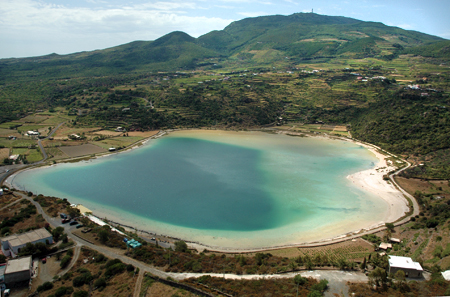
Lago de Venus, situado en la parte norte de la isla de Pantelleria, dentro del parque nacional Pantelaria.

La isla se encuentra sobre una fosa continental en el estrecho de Sicilia que ha sufrido una intensa actividad volcánica. Los 15 km de longitud de la isla forman parte de un alargado edificio sumergido. Dos amplias calderas del pleistoceno dominan la isla, la más vieja de 114.000 años y la más joven de unos 45.000 años. Esta última formó la caldera de Cinque Denti, de 6 km de anchura, en cuyo interior hay los campos volcánicos de Monte Grande y Monte Gibele (697 m). De aquí salió la toba volcánica que cubre gran parte de la isla y que llegó tan lejos como a Lesbos, en el Egeo. Las erupciones del Holoceno dieron lugar a conos volcánicos, domos de lava y pequeños flujos de lava.